# 安剑平
安劍平（1900年4月4日—1978年），工作用名安若定，別名安國恩，又名安國寶，男，江苏无锡人，中国民主愛國人士，早期活動在江蘇省無錫地區。與共產黨人嚴朴、糜文浩等人共同組建中國孤星社，並積極協助秦邦憲和嚴朴在無錫和上海等地宣傳抗日救國和共產主義思想。中華人民共和國成立後，任國務院參事、第二屆全國政協委員、第三屆、第四屆全國政協特別邀請人士。

## 生平
安若定，譜名劍平，出生於大清光緒年間，是江蘇無錫當地名門望族膠山安黃氏第十九世孫。因祖上立有戰功，其祖父世襲雲騎尉爵位。安若定早年入學江蘇省立第三師範學校，畢業後曾於開原鄭氏私立華利學校任教。後受三民主義影響，投身到孫中山領導的國民革命，並曾擔任國民政府參議。

### 革命經歷
1923年，安剑平在上海大學組織中国孤星社，任社長兼總編輯，出版過《孤星》旬刊，宣傳三民主義。
1925年5月30日，五卅运动当日，安剑平在南京路发表爱国演说，被英租界巡捕逮捕，拘于老闸捕房。
1927年以後，埋頭著述，曾出版《大俠魂論》，鼓吹超階級的帶有神秘色彩的大俠魂精神。
1931年，九·一八事變後，安若定等創辦鑄魂學社，主張“修身立命，匡人救世，文武合一，知行合一”。
1945年，安剑平等人以鑄魂學社為基礎發起組織中國少年勞動黨。
1948年，國共內戰的局勢日趨明朗，少年勞動黨積極響應中國共產黨提出的“五一口號”。最終，因少年勞動黨成分復雜，組織不健全，被建議自行解散。

### 新中国成立后
1951年，安若定作為國務院參事被安排到各地參加土改或參觀土改工作。
1956年，根據“百花齊放，百家爭鳴”方針，安若定与廖華、李仲公、余遂辛、李奇中、林誌鈞、胡公冕、舒宗鎏、萬保邦、徐行之、王卓然、張知行、範樸齋、李一平、陳修和、張誌和、左宗綸、章友江，一共18位國務院參事聯名向國務院總理周恩來匯報工作，直接指出中共的統戰工作發生偏差：
我們的意見是：切實檢查統戰工作的作風，糾正偏差；同非黨人士接觸應方式多樣，深入實際，個別訪問談心容易聽到盡情盡意的真話，而不是在臺面上的“官腔”；多在行動及事實上予人以鼓舞以開新風；真正展開批評與自我批評，多聽意見，有錯認錯。
該報告希望中共及時解決上述問題，消除有關人士的顧慮。此即所謂“十八參事上書”。
1957年，安若定擔任全國政協委員，4月1日其工作關系轉至全國政協。
1959年，中國人民政治協商會議第三屆全國委員會，安若定被列為特邀代表。
1964年，中國人民政治協商會議第四屆全國委員會，安若定被列為特邀代表。